# Hasseblad XPan
La Hasselblad XPan és una càmera telemètrica de pel·lícula, produïda i desenvolupada per Hasselblad en col·laboració amb Fujifilm el 1998. Aquesta pot utilitzar pel·lícula de 35mm de forma dual, fent servir tant en el format de 24x35mm com en el format panoràmic, que crea un negatiu de 24x65mm (relació d'aspecte 6:17).

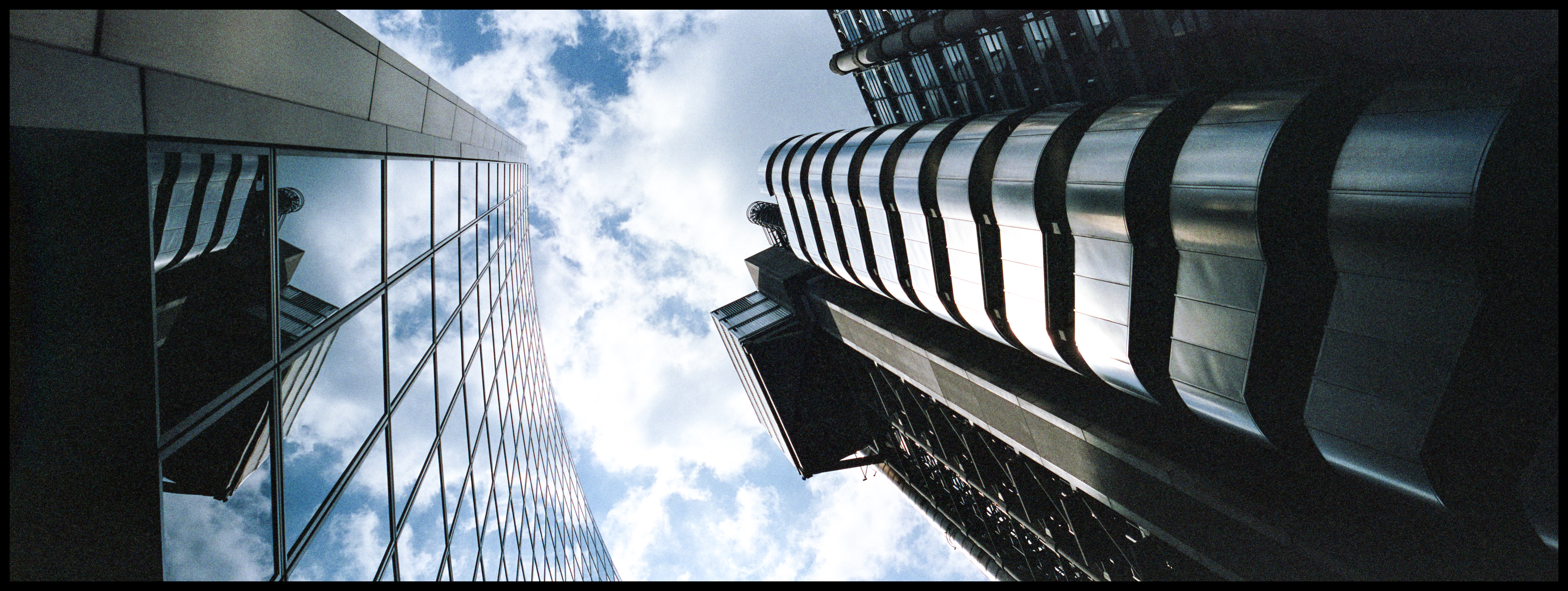
Foto panoràmica amb la XPan i el 45mm

L'amplada de 65mm del negatiu és similar a l'utilitzat en les càmeres de mig format que creen fotografies de 6x7. Abans d'aquest model, s'havien creat càmeres que simulaven aquest efecte, retallant el negatiu per dalt i per baix, per tant donant un negatiu més petit i una qualitat més baixa.
Al ser una càmera d'objectius intercanviables, la muntura se l'anomena XPan, la qual té un diàmetre de 46mm i una distància focal de brida de 34,27mm.
El juliol de 2006, l'Unió Europea va començar a implementar el reglament d'eliminació de residus perillosos, el qual exigeix que els nous equips electrònics i elèctrics posats al mercat no continguin plom, mercuri, cadmi, crom hexavalent, èter difenil polibromat (PBDE) o bifenils polibromats (PBB). El mateix any, la demanda de càmeres digitals ja era molt més alta que la de les analògiques, això sumat a la normativa de la UE, va fer que Hasselblad decidís aturar la producció d'aquesta càmera.
El model de Hasselblad que es venia al mercat internacional es va anomenar Hasselblad Xpan, i mentre que el venut al Japó s'anomenava Fujifilm TX-1.

## Característiques
La XPan consta d'una funció per protegir la pel·lícula ja exposada, quan es carrega el rodet, la càmera carrega tota la pel·lícula al lateral dret i  cada vegada que es dispara un fotograma, el negatiu s'enrotlla al xassís, així si accidentalment s'obre la càmera, les fotos ja realitzades no es perdran. Aquesta funció també deixa a la càmera calcular exactament quantes exposicions es poden fer en els dos formats disponibles.
La càmera pot disparar amb velocitats des de 8 segons fins a 1/1000s, incloent-hi el mode bulb, així doncs, també incorpora dos modes de treball, el mode manual i el de prioritat a l'obertura.
Al ser una càmera amb telèmetre, consta de compensació de paral·laxi, a fi de no tenir una visió diferent per la lent i pel visor. Com moltes telemètriques, al muntar un objectiu diferent al cos de la càmera, el camp de visió de la lent s'emmarca de forma automàtica.
La càmera combina una construcció sòlida d'alumini i titani parcialment revestida amb cautxú.

## XPan II
El 2003, es va presentar la Hasselblad XPan II, una actualització del model de 1998.
Aquesta a diferència de la primera versió, indica la velocitat d'obturació i dades d'exposició a la pantalla LCD del visor, té possibilitat de fer exposicions múltiples, temporitzador, possibilitat de sincronitzar el flaix a l'inici o al final de l'exposició, mode bulb de fins a 540 segons i la possibilitat d'incorporar lents de correcció de diòptries en el visor.

## Objectius
Per cobrir el format panoràmic de 24x65 mm, les òptiques consten d'un cercle d'imatge tan gran com les lents de mig format, donant per tant una qualitat de format mitjà utilitzant pel·lícula de 35 mm. Tots els objectius incorporen un recobriment multicapa, per això les aberracions òptiques estan molt ben corregides, la distorsió és baixa i ofereix un contrast i reproducció de color excel·lent.
Es van produïr tres objectius per aquesta muntura:
- 30mm f/5.6 Aspherical: Gran angular[9]
- 45mm f/4: Estandard[10]
- 90mm f/4: Teleobjectiu[11]

Hasselblad va treure al mercat un filtre anomenat "Center Filter", un filtre amb el centre més fosc, a fi d'ajustar la vinyeta produïda sobretot pel 30mm, que a causa del seu gran angle de visió, enfosqueix les cantonades de les imatges, aquest és de 58mm a fi d'ajustar-se al diàmetre de l'objectiu. Amb el 45mm pot aparèixer aquest efecte en certes situacions, i per això també van treure al mercat el filtre amb un diàmetre de 49mm.
Els objectius d'XPan al Japó, s'anomenen Super-EBC Fujinon.